# فرهان فرهان
فرهان فرهان (زادهٔ ۲۴ اکتبر ۱۹۹۶) یک شناگر ، بحرینی است. وی در ماده ۵۰ متر آزاد مردان در بازی های المپیک تابستانی ۲۰۱۶ شرکت کرد.  فرهان پس از ایستادن در رده ۵۸ در هیت، جواز حضور در نیمه نهایی را بدست نیاورد.  وی پرچمدار بحرین در رژه ملل بازی  های المپیکی بود. 